# Mistrzostwa Polski w Podnoszeniu Ciężarów 1990
Mistrzostwa Polski w Podnoszeniu Ciężarów 1990 – 60. edycja mistrzostw, która odbyła się w Częstochowie w dniach 14-17 czerwca 1990 roku.

## Wyniki
| Konkurencja: | Złoto:                                    | Wynik             | Srebro:                             | Wynik             | Brąz:                                       | Wynik             |
| 52 kg        | Stanisław Rogielski Śląsk Tarnowskie Góry | 217,5 (102,5+115) | Krzysztof Piliszko Polbut Przemyśl  | 210 (95+115)      | Henryk Rok Światowit Myszków                | 205 (90+115)      |
| 56 kg        | Jacek Gutowski Legia Warszawa             | 252,5 (117,5+135) | Marek Gorzelniak Śląsk Wrocław      | 245 (112,5+132,5) | Tadeusz Racinowski Legia Warszawa           | 222,5 (97,5+125)  |
| 60 kg        | Stanisław Szarek WLKS Siedlce             | 255 (112,5+142,5) | Waldemar Lipiński Jedność Boronów   | 247,5 (110+137,5) | Ryszard Januś Lechia Sędziszów Małopolski   | 245 (112,5+132,5) |
| 67,5 kg      | Marek Seweryn Śląsk Tarnowskie Góry       | 312,5 (140+172,5) | Bogdan Bakuła Śląsk Tarnowskie Góry | 295 (130+165)     | Bogdan Rutkowski Flota Gdynia               | 282,5 (127,5+155) |
| 75 kg        | Waldemar Kosiński Okęcie Warszawa         | 340 (160+180)     | Andrzej Cofalik Śląsk Wrocław       | 317,5 (145+172,5) | Stanisław Niścior Sparta Zabrze             | 305 (145+160)     |
| 82,5 kg      | Krzysztof Siemion Budowlani Opole         | 362,5 (165+197,5) | Włodzimierz Chlebosz Śląsk Wrocław  | 350 (155+195)     | Jan Żółkowski WLKS Siedlce                  | 332,5 (150+182,5) |
| 90 kg        | Sławomir Zawada Zawisza Bydgoszcz         | 405 (187,5+217,5) | Marek Maślany Śląsk Tarnowskie Góry | 355 (160+195)     | Zbigniew Podgruszecki Śląsk Tarnowskie Góry | 350 (157,5+192,5) |
| 100 kg       | Włodzimierz Ostapski Zagłębie Wałbrzych   | 365 (165+200)     | Dariusz Osuch Światowit Myszków     | 360 (162,5+197,5) | Piotr Krukowski Budowlani Opole             | 357,5 (160+197,5) |
| 110 kg       | Marian Brunka Stoczniowiec Gdańsk         | 367,5 (165+202,5) | Sylwester Ostrowski Śląsk Wrocław   | 365 (172,5+192,5) | Jerzy Śliwiński Start Grudziądz             | 355 (162,5+192,5) |
| +110 kg      | Mirosław Sikorski WLKS Siedlce            | 365 (165+200)     | Ryszard Kaczor Orzeł Łódź           | 347,5 (160+187,5) | Grzegorz Misiejuk LKS Terespol              | 337,5 (152,5+185) |